# John Ireland (kompozytor)

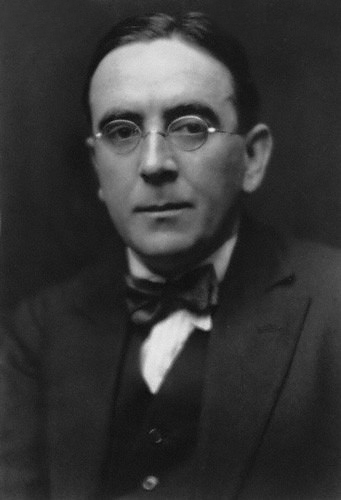
John Nicholson Ireland ok. 1920

John Nicholson Ireland (ur. 13 sierpnia 1879 w Bowdon (Wielki Manchester), zm. 12 czerwca 1962 w Washington (West Sussex)) – angielski kompozytor i pedagog.
Studiował w Royal College of Music w Londynie, gdzie później wykładał kompozycję. Był również organistą. Fascynował się mistycyzmem i fantazją w twórczości Arthura Machena; część jego utworów, jak The Forgotten Rite (Zapomniany Obrzęd, skomponowany w 1913 na orkiestrę), były zainspirowane książkami Machena. Jego pieśni opierały się na twórczości Szekspira, Housmana i Ruperta Brooke'a i były znane z subtelnej ewokacji nastroju. Skomponował również m.in. A London Overture, suitę na fortepian Sarnia (1940-1941), symfoniczną rapsodię Mai-Dun (1921), uwerturę Satyricon (1946) oraz muzykę kameralną i wokalną.